# Conrad Buff
Pour les articles homonymes, voir Buff.
Conrad Buff IV est un monteur américain né le 8 juillet 1948. Il a d'ailleurs été le chef monteur attitré de James Cameron dans les années 90 et a obtenu un Oscar pour Titanic

## Filmographie
- 1983 : Classic Creatures: Return of the Jedi (TV)
- 1985 : From 'Star Wars' to 'Jedi': The Making of a Saga (vidéo)
- 1985 : À double tranchant (Jagged Edge)
- 1986 : Les Guerriers du soleil (Solarbabies)
- 1987 : La Folle Histoire de l'espace (Spaceballs)
- 1988 : Appelez-moi Johnny 5 (Short Circuit 2)
- 1989 : Abyss (The Abyss)
- 1990 : Side Out
- 1991 : Terminator 2 : Le Jugement dernier (Terminator 2: Judgment Day)
- 1992 : Jennifer 8: Est la prochaine (Jennifer Eight)
- 1994 : Guet-apens (The Getaway)
- 1994 : True Lies
- 1995 : La Mutante (Species)
- 1997 : Le Pic de Dante (Dante's Peak)
- 1997 : La Piste du tueur (Switchback)
- 1997 : Titanic
- 1999 : Arlington Road
- 1999 : Mystery Men
- 2000 : Treize jours (Thirteen Days)
- 2001 : Training Day
- 2002 : Antwone Fisher
- 2003 : Les Larmes du soleil (Tears of the Sun)
- 2004 : Le Roi Arthur (King Arthur)
- 2005 : Bad Times (Harsh Times)
- 2005 : Réussir ou mourir (Get Rich or Die Tryin')
- 2006 : Seraphim Falls
- 2007 : Shooter, tireur d'élite (Shooter)
- 2009 : Terminator Renaissance ('Terminator Salvation)
- 2010 : Le Dernier Maître de l'air
- 2011 : La Planète des singes : Les Origines (Rise of the Apes)
- 2012 : Blanche-Neige et le Chasseur
- 2016 : Le Chasseur et la Reine des glaces
- 2017 : Monster Cars (Monster Trucks) de Chris Wedge
- 2017 : American Assassin de Michael Cuesta
- 2018 : Equalizer 2 (The Equalizer 2) d'Antoine Fuqua
- 2019 : Shaft de Tim Story
- 2021 : Infinite d'Antoine Fuqua

## Distinctions
- Nomination à l'Oscar du meilleur montage en 1991 pour Terminator 2 : Le Jugement dernier.
- Oscar du meilleur montage en 1997 pour Titanic.